# Mogens Gøye
Mogens Eskilsen Gøye (Gjøe eller Gjø) (efter 1470 – 6. april 1544) var dansk adelsmand og én af danmarkshistoriens største og rigeste godsejere. Han besad bl.a. Torbenfeld, Gunderslevholm og Græse på Sjælland, Løgismose på Fyn, Tunbyholm i Skåne, Krenkerup på Lolland, Avnsbjerg, Clausholm, Skærvad og Kjeldkær i Jylland, samt mængder af købstadsgods i de større byer. Hertil kom store forleninger.
Han var ud af en magtfuld familie og søn af rigsmarsk Eskil Gøye og Mette Rosenkrantz, datter af rigshofmester Erik Ottesen Rosenkrantz.

## Ægteskaber
Mogens Gøye var første gang gift med Mette Bydelsbak (død 9. november 1513), datter af Albrecht Engelbrechtsen Bydelsbak og Pernille Brok. Mette Bydelsbak var efter broderens død i Ditmarsken i 1500 den sidste i sin slægt og dermed arving til Gunderslevholm, Torbenfeld, Græse, Løgismose, Clausholm, Skærvad og Keldkær. Ved hendes død udgjorde denne godsmasse ca. 709 fæstegårde.
Efter Mette Bydelsbaks død blev han gift med Margrethe Sture, datter af Claus Sture til Gammelgård i Slesvig. Hun døde i barselseng i 1528.
Med sin første hustru havde han 8 børn, deriblandt sønnerne Axel, Eskil og Albert samt døtrene Mette, Sophie, Elline og Birgitte; med den sidste hustru havde han 9 børn, deriblandt sønnerne Christoffer og Falk.

## Kongerne
Mogens Gøye tjente kongerne Hans, Christian 2., Frederik 1. og Christian 3. Under kong Hans blev han 1501 ridder og 1503 medlem af rigsrådet. I 1514 var han ved vielsen stedfortræder for Christian 2. i Bruxelles, da denne ægtede Elisabeth af Habsburg, kejserens sønnedatter. Han var i modsætning til sine standsfæller længe trofast overfor Christian 2., men i 1523 sendte han ham et opsigelsesbrev, hvorefter Frederik 1. gjorde ham til rigshofmester.
Mogens Gøye var én af den senere Christian 3.s første tilhængere og ivrede for hans valg som konge, og han var en ledende skikkelse på mødet i Rye i juli 1534, hvor det lykkedes ham at få den jyske adel til samlet at stå bag Christian 3. Han fortsatte som rigshofmester under Christian 3., men hans indflydelse var svindende.

## Reformationen
Mogens Gøye blev tidligt omvendt til Luthers lære og beskyttede lutheranerne, hvilket bragte ham i konflikt med det overvejende katolske rigsråd. Gøye fik skrifter tilsendt fra Luther, som han stod i personlig forbindelse med, formentlig gennem sin huspræst fra omkring 1526, Peder Thomesen, der var uddannet i Wittenberg. Gøye var den drivende kraft i at få tømt tiggermunkenes klostre. I januar 1528 gav Frederik 1. ham brev på Gråbrødreklostret i Flensborg, og april sendte Gøye præsten Svend Mogensen til Flensborg, hvor han med borgernes hjælp uddrev munkene af klostret. "Men i året 1528 efter verdens frelsers sande inkarnation den anden dag efter palmesøndag sendte ovennævnte Mogens Gjø sin præst, ved navn Svend, til Flensborg for med borgernes hjælp at uddrive vore brødre af denne bys kloster," står der i Krøniken om gråbrødrenes udjagelse.  I 1530 mageskiftede Gøye klostret i Flensborg med Gråbrødreklostret i Randers, som også blev tømt. Videre blev gråbrødrene i Næstved fordrevet i 1532.  Gråbrødrene i Kalundborg blev jaget omkring 14. september 1532, ved festen for det hellige kors' ophøjelse, hvor adelsmanden beordrede sin høvedsmand på borgen til at sørge for uddrivelse. Klostrets guardian, broder Melchior, der allerede var delvis reformeret, gjorde ingen større modstand, og blev da også Kalundborgs første protestantiske præst. 

## Sidste år
Allerede i 1541 følte Gøye sig alvorligt syg med hævelse i fødder og ben, men deltog hertug Frederiks hyldning 4. juni 1542 i Viborg. I disse år tabte han flere retssager, påført ham af dattersønnen Peder Oxe, der fik sin morfar sat ud af gårdene Gisselfeld og Torsjö, dog mod fyldestgørelse af pantesummen. Mogens Gøye var forpligtet til at indfri det gods, der var kommet bort fra Torsjö i Skåne, mens Gøyerne ejede det, eller erstatte det med andet gods. Da Gøye undlod at erstatte det bortkomne gods, undlod Peder Oxe at tilbagebetale pantesummen.  En måned før sin død skrev Mogens Gøye til Mogens Gyldenstierne, som havde ført sagen om Torsjö for ham: "The handler nu met meg paa mynne alderdom, som the wille, men ieg forhober daag thet will anderledis korne seg." 
Mogens Gøye ligger begravet i Voldum Kirke. 

## Retstvister
Mogens Gøye lå i sin levetid i en lang række retsprocesser. I København 27. juli 1537 gik den adelige Niels Clausen og medarvinger til sag mod ham for ejendomsret til jordegods, som Gøye ikke ville udlevere, selv om Niels Clausen og hans medarvinger havde ejendomsbrev på det. Mogens Gøye tabte sagen og beklagede, at hans ejendomsbrev var forsvundet under Grevens Fejde. Samme dag vandt han imidlertid en sag, han havde anlagt mod andre adelige: Niels Otte, Terkel Clausen og Christen Fasti. Mogens Gøyes påstand var, han ikke havde fået indtægt af noget pantsat gods, som var blevet indløst i 1501, og som han først i 1522 havde fået dom for, tilhørte ham og hans slægt. 
I København 10. maj 1541 anlagde Mogens Gøye og Holger Rosenkrantz sag mod Peder Oxe for at få udredet pantet på Gisselfeld, der i 1540 var blevet tildømt Oxe. Også Gøyes arvinger måtte i retten: I København 7. december 1547 mod Eske Bille, fordi Mogens Gøye ikke havde udbetalt hans svigerinde hendes mødrene arv. Bille vandt sagen. 14. december mod Mogens Billes arvinger, fordi Mogens Gøye ikke havde udbetalt sin datter hendes mødrene arv. Igen tabte Gøyes arvinger. Samme dag indgik de forlig med Predbjørn Podebusks arvinger. I Kolding 8. september 1548 gik Eske Bille til sag mod Børge Trolle, Albret Gøye, Eskild Gøye og Mogens Gøyes arvinger vedrørende arven efter Mogens Gøyes datter Sophia, der var gift med Mogens Bille. Denne arv havde Mogens Gøye nydt godt af i 23 år, indtil Sophias bryllup. I Viborg 25. april 1552 stod Jørgen Lykke mod Ellen Mourids Olufsens, fordi hun med urette havde arvet noget gods efter Mogens Gøye, skønt godset tilhørte de fattige i Mariager. 